# فيستو سليفر
فيستو سليفر (بالإنجليزية: Vesto Melvin Slipher)‏ (11 نوفمبر 1875 - 8 نوفمبر 1969) كان عالم فلك أمريكي، يعتبر أول من قاس السرعة الإشعاعية للمجرات، تمهيداً وبناءً لأساسيات تمدد الكون.
ولد سليفر في مولبيري (إنديانا)، وأنهى شهادة الدكتوراة في جامعة إنديانا عام 1909. أمضى كامل تاريخه الوظيفي في مرصد لويل الواقع في فلاغستاف، أريزونا الولايات المتحدة الأمريكية، تمت ترقيته إلى مدير مساعد في 1915, ثم مدير بالوكالة عام 1916, ثم أخيراً عُين مديراً في عام 1926 واستمر حتى تقاعده عام 1952. أخاه إيرل سليفر كان أيضاً فلكي يعمل كمدير في مرصد لويل.
استخدم سليفر المطيافية لكي يحقق في مدد دوران الكواكب حول الشمس وكذلك في تركيبة غلافها الجوي، في عام 1912 كان أول من رصد الانزياح في الخطوط الطيفية للمجرات، هذا جعل منه مكتشف الانزياح الأحمر المجرّي، قام أيضاً في 1914 باكتشاف دوران المجرات الحلزونية، واكتشف أيضاً طبقة الصوديوم في 1929. كان سليفر أيضاً المسؤول عن توظيف كلايد كومبو وكان المشرف على الأعمال التي قادت إلى اكتشاف بلوتو.

## مسألة الانزياح الأحمر وقانون هابل
يشيع بين الناس أن إدوين هابل هو من اكتشف الانزياح الأحمر للمجرات، هذا الأمر صائب لكن ليس تماماً، حيث أن هذه الحسابات كانت معروفة ومعلومة الأهمية قبل 1917 من قبل: جيمس كيلر وفيستو سليفر ووليام كامبيل.
حينما تم دمج حسابات هابل لبعد المجرات مع حسابات سليفر للانزياح الأحمر، خرج إدوين هابل وميلتون هيومايسون باكتشاف تناسب مبدئي بين مسافة الأجرام وبين انزياحها الأحمر، هذه المسألة تدعى في يومنا الحاضر «قانون هابل» حيث صاغها هابل وهيومايسون في عام 1929 لتصبح الأساس الذي تبنى عليه أقوال تمدد الكون الحديثة.